# Carousse Bank
Carousse Bank – ławica (bank) w kanadyjskiej prowincji Nowa Szkocja, w hrabstwie Guysborough, na Oceanie Atlantyckim (45°20′44″N, 60°46′27″W); nazwa urzędowo zatwierdzona 6 września 1956.